# Калимуллин, Рустем Рашитович
Русте́м Раши́тович Калиму́ллин (тат. Рөстәм Рәшит улы Калимуллин; 24 июня 1984, Брежнев, Татарская АССР) — российский футболист, нападающий.

## Карьера
Воспитанник ЦПФ ФК «КАМАЗ». Профессиональную карьеру начал в 2002 году в «КАМАЗе», выступавшем в зоне «Урал» Второго дивизиона, в том сезоне провёл 16 матчей, забил 1 гол. В следующем сезоне сыграл 35 встреч, забил 4 мяча и стал, вместе с командой, победителем зоны «Урал-Поволжье» Второго дивизиона, что давало право выхода в Первый дивизион. Кроме того, играл в том году в розыгрыше Кубке России, забил 2 гола.
В сезоне 2004 года провёл 40 матчей в первенстве и забил 9 мячей, благодаря чему стал лучшим бомбардиром команды в сезоне, помимо этого, сыграл в том году 1 матч в Кубке страны. В следующем сезоне сыграл в 35 матчах, в которых забил 12 мячей, в первенстве, и ещё 1 встречу провёл в Кубке, вместе с командой стал в том году бронзовым призёром Первого дивизиона.
В сезонах 2006 и 2007 годов сыграл, соответственно, 28 (забил 6 голов) и 7 (забил 2 гола) матчей в первенстве, оба раза «КАМАЗ» занимал 4-е место в Первом дивизионе, как и в сезоне 2004 года. Кроме того, за эти 2 года провёл ещё 1 матч в Кубке России.
После шести сезонов игры в клубе из Набережных Челнов, в 2008 году перешёл на правах годичной аренды в клуб Премьер-лиги «Спартак-Нальчик», где и провёл сезон, сыграв 20 матчей в чемпионате и забив 5 мячей в ворота соперников, благодаря чему стал лучшим бомбардиром команды в сезоне. Помимо этого, сыграл 4 матча и забил 2 гола за молодёжный состав клуба. Следующий сезон снова провёл на правах аренды в Нальчике, сыграл 21 матч, но забил только 1 гол, тем самым, не оправдав возлагавшиеся на него перед сезоном надежды. Кроме этого, сыграл 1 матч за молодёжный состав клуба.
30 января 2010 года Рустем прибыл в Турцию на просмотр в проводившую там предсезонный сбор «Кубань», а 1 февраля было сообщено, что он подписал с «Кубанью» трёхлетний контракт. Дебютировал в составе «Кубани» 28 марта в домашнем матче 1-го тура первенства против курского «Авангарда», в той же встрече забил и свой первый гол за «Кубань», ставший первым мячом команды в сезоне. 2 августа в выездном матче 22-го тура первенства против белгородского «Салюта» Рустем забил свой первый дубль (2 гола в одной встрече) за «Кубань», которая в итоге одержала победу со счётом 2:1. Всего в том сезоне провёл 27 матчей, забил 8 мячей и стал, вместе с командой, победителем Первого дивизиона. Кроме того, сыграл одну встречу в Кубке России.
В начале сезона 2011/12 провёл один матч за «Кубань» в Премьер-лиге, выйдя на замену в домашнем матче 1-го тура чемпионата против казанского «Рубина». 25 марта 2011 года было сообщено, что Рустем перешёл в брянское «Динамо».
В дальнейшем играл за «Химки» в ФНЛ, а позднее выступал в российских клубах Второго дивизиона (в том числе — возвращался в «КАМАЗ») и за армянский «Улисс».
В 2015 году выступал на любительском уровне в чемпионате Татарстана. В матче 12-го тура «Рубин» — «Бугульма-Рунако» забил свой первый мяч за бугульминский клуб.

## Достижения

### Командные
«Кубань»
Победитель Первого дивизиона России: 2010